# Helmut Bräuer

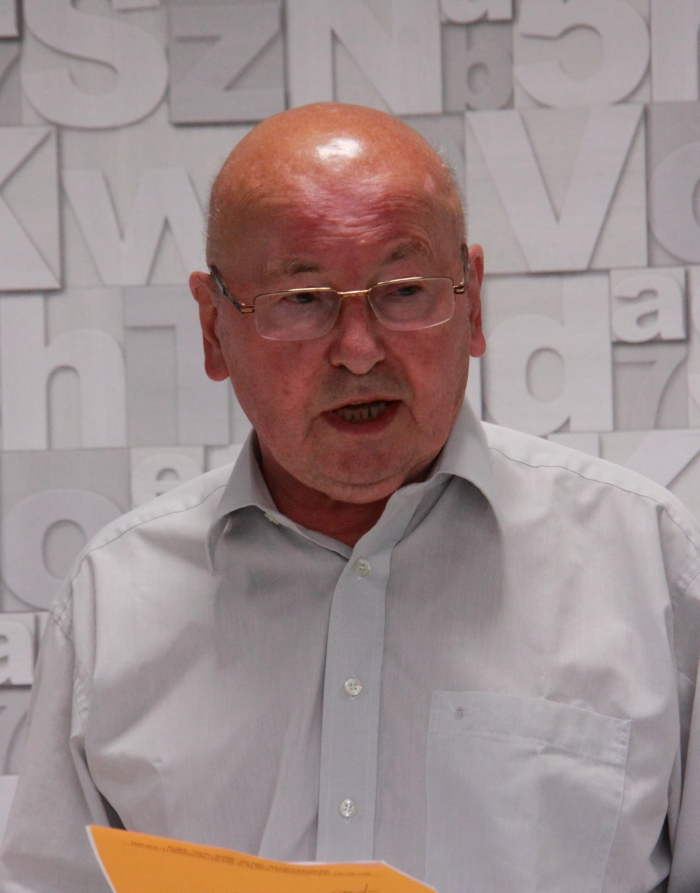
Helmut Bräuer (2019)

Helmut Bräuer (* 26. Januar 1938 in Chemnitz) ist ein deutscher Archivar und Historiker.

## Leben
Bräuer ist der Sohn einer Textilarbeiterin und eines Tapezier- und Dekorateurmeisters und besuchte die Oberschule in Stollberg. Er studierte von 1956 bis 1959 Geschichte und Geographie an der Karl-Marx-Universität Leipzig. Von 1959 bis 1971 war er Lehrer für Geschichte und Geographie an der Karl-Marx-Oberschule in Zwönitz. 1963 trat er in die Sozialistische Einheitspartei Deutschlands ein. Er promovierte 1969 zum Dr. phil. mit der Dissertation Zur bürgerlichen Chronistik der Stadt Zwickau im 16. Jahrhundert. 1971 wurde er Direktor des Stadtarchivs Karl-Marx-Stadt. Im folgenden Jahr holte er die ihm fehlende Fachausbildung auf dem Gebiet des Archivwesens durch ein zweijähriges Fernstudium am Institut für Archivwissenschaft der Humboldt-Universität zu Berlin bei Botho Brachmann nach, das er 1974 als Diplom-Archivar abschloss. 1986 folgte die Promotion B zum Dr. sc. phil. mit der Arbeit Handwerksgesellen in sächsischen Städten des 15. und 16. Jahrhunderts. Untersuchungen zu ihrem sozialen Platz, ihrer Organisation und gesellschaftlichen Bewegung. Von 1988 bis 1992 arbeitete er als ordentlicher Professor für Territorialgeschichte Sachsens an der Universität Leipzig. Von 1993 bis 1998 war Bräuer Gastprofessor an den Universitäten Wien, Basel und Salzburg. Seit 2003 befindet er sich im Ruhestand, während dem er einer ausgeprägten Publikationstätigkeit nachgeht.
Bräuer war von 1972 bis 1990 Mitglied der Historiker-Gesellschaft der DDR und gehört seit 1986 der Historischen Kommission der Sächsischen Akademie der Wissenschaften zu Leipzig an.

## Forschungsschwerpunkte
Bräuers Forschungstätigkeiten, die in zahlreiche monographische und unselbständige Publikationen mündeten, befassen sich schwerpunktmäßig mit der Stadt-, Sozial-, Mentalitäts- und Historiographie-Geschichte der Stadt Chemnitz und des Erzgebirges während des Spätmittelalters und der Frühen Neuzeit. Dabei fokussiert er auf den Alltag der verschiedenen Bevölkerungsschichten und die zu verschiedenen Zeiten zu bewältigenden Krisen.

## Werke (Auswahl)
- Handwerk im alten Chemnitz: Studien zur Sozial- und Wirtschaftsgeschichte des Chemnitzer Handwerks von den Anfängen bis zum Beginn der industriellen Revolution. Verlag Heimatland Sachsen, Chemnitz 1992. ISBN  978-3-910186-06-4
- Gemeyne Leute, Sax-Verlag, Beucha 1996. ISBN 978-3-930076-24-6
- Aufruhr in der Stadt, Sax-Verlag, Beucha 1997. ISBN 978-3-930076-46-8
- Findelgeschichten: Miniaturen aus Kursachsen im 18. Jahrhundert, Sax-Verlag, Beucha 2001. ISBN 978-3-934544-12-3
- Zur Mentalität armer Leute in Obersachsen 1500 bis 1800. Essays, Leipziger Universitätsverlag, Leipzig 2008. ISBN 978-3-86583-256-6
- Stadtchronistik und städtische Gesellschaft: über die Widerspiegelung sozialer Strukturen in der obersächsisch-lausitzischen Stadtchronistik der frühen Neuzeit. Leipziger Universitätsverlag, Leipzig 2019. ISBN 978-3-96023-273-5
- (mit Elke Schlenkrich): Die Stadt als Kommunikationsraum. Beiträge zur Stadtgeschichte vom Mittelalter bis ins 20. Jahrhundert (Festschrift für Karl Czok zum 75. Geburtstag) Leipziger Universitätsverlag, Leipzig 2008. ISBN 3-934565-72-7
- Kinderbettel und Bettelkinder Mitteleuropas zwischen 1500 und 1800: Beobachtungen – Thesen – Anregungen. Leipziger Universitätsverlag, Leipzig 2010. ISBN 978-3-86583-511-6
- Im Dienste des Rates: Ordnung und Machtrealisierung durch Ratsbedienstete in einigen Städten Obersachsens und der Lausitz zwischen 1500 und 1800. Leipziger Universitätsverlag, Leipzig 2013. ISBN 978-3-86583-792-9
- Johann Gottlob Richter und seine Chemnitzer Chronik (1734). Leipziger Universitätsverlag, Leipzig 2018. ISBN 978-3-96023-172-1
- „... angst vnd noth ist vnser täglich brott...“ Sozial- und mentalitätsgeschichtliche Beobachtungen in Chemnitz während der ersten Hälfte des 17. Jahrhunderts. Leipziger Universitätsverlag, Leipzig 2019. ISBN 978-3-96023-273-5